# رونی اش

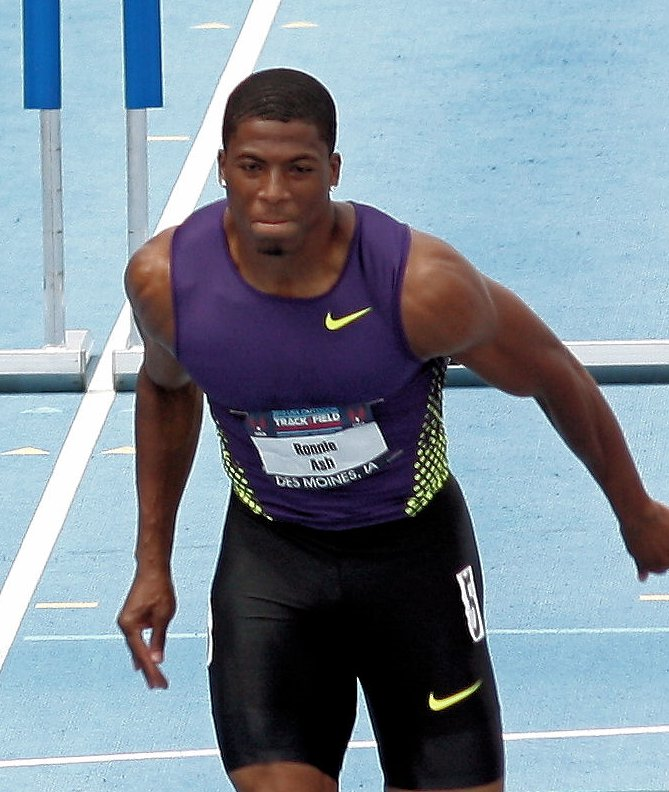
رونی اش - ۲۰۱۰

رونی اش (انگلیسی: Ronnie Ash؛ زادهٔ ۲ ژوئیهٔ ۱۹۸۸) یک دونده دو با مانع اهل ایالات متحده آمریکا است.